# 米谷徳也
米谷 徳也（生年不明 - 1943年11月25日）は、日本のサッカー選手。

## 経歴
早稲田大学在学中はア式蹴球部に所属。在学中の1938年6月に開催された全日本選手権（現在の天皇杯全日本サッカー選手権大会）で優勝、翌1939年6月の全日本選手権で準優勝した。また、1940年5月の全日本選手権では立原元夫や川本泰三らと共に早稲田WMWの一員として準優勝に貢献した。同じく在学中の1942年に開催された満州国建国十周年慶祝東亜競技大会の日本代表に立原や金容植らと共に選出され、1試合に出場した。
その後、太平洋戦争に伴って従軍。1943年11月、ギルバート諸島で戦死した。

## 所属クラブ
- 早稲田大学
- 早稲田WMW

## 代表歴

### 出場大会
- 1942年：満州国建国十周年慶祝東亜競技大会

### 試合数
- 1試合 0得点 (1942)

| 日本代表 | 国際Aマッチ | 国際Aマッチ | その他 | その他 | 期間通算 | 期間通算 |
| 年       | 出場        | 得点        | 出場   | 得点   | 出場     | 得点     |
| -------- | ----------- | ----------- | ------ | ------ | -------- | -------- |
| 1942     | 0           | 0           | 1      | 0      | 1        | 0        |
| 通算     | 0           | 0           | 1      | 0      | 1        | 0        |

## 所属クラブ
- 早稲田大学の人物一覧